# La Misión (Baja California)
La Misión  (anteriormente Misión de San Miguel Arcángel de la Frontera) es un ejido y delegación ubicado en el municipio de Ensenada, Baja California, que se encuentra en la Carretera Federal 1 a 40 kilómetros al norte de la ciudad de Ensenada en la península de Baja California. 

## Historia
Las ruinas de la Misión de San Miguel Arcángel de la Frontera se encuentran en el centro de la misma población y es en este poblado donde inicia la Ruta del Vino. Su origen se remonta al 28 de marzo de 1787 cuando el padre Luis Sales de los dominicos fundó una iglesia; la Misión de San Miguel Arcángel de la Frontera con un área que cubría 1200 km² y comprendía en las rancherías de La Grulla y El Descanso en el actual municipio de Ensenada. Poco tiempo después de iniciar la construcción y la siembra, el agua del arroyo que abastecía a la comunidad disminuyó, por lo que tuvieron que abandonar y trasladarse a 14 kilómetros de distancia del lugar original. 
Se estima que en 1787 La Misión contaba con 137 habitantes, y en 1800 la población se incrementó a 229, con 207 indígenas Kumiai y 22 españoles. Finalmente en 1834 la misión fue abandonada definitivamente por falta de misioneros que la atendieran y fue hasta 1862 cuando el irlandés naturalizado mexicano Felipe Crosthwaite Armstrong, compró a la nación 7 mil 500 hectáreas que fueron parte de la administración de la antigua Misión de San Miguel de la Frontera y cambió su nombre a Rancho La Misión Vieja de San Miguel.
Posteriormente en 1937 se creó un ejido en el área por un grupo de personas con la autorización del Gobierno Federal, bajo los dictámenes de Ley Agraria y con la condición de trabajar las tierras en uso comunal. siembra de cultivos y cría de ganado.
La Misión es una delegación rica en costumbres y tradiciones. El baile folklórico "calabaceado" inició y se consolidó en esta región de Baja California y se considera como una manifestación popular entre los vaqueros de la comunidad. Incluso hay un evento anual conocido como las "Fiestas de La Misión", fundadas en 1979 y celebradas en la última semana de mayo con el propósito de fusionar y exponer el valor de la gastronomía, bailes folklóricos, platillos mexicanos y de la región, música, exposiciones culturales y eventos religiosos.

## Geografía
Tiene una superficie aproximada de 251 km². En la actualidad, los ayuntamientos de Ensenada y Playas de Rosarito mantienen una disputa territorial por los poblados de Santa Anita y San José de la Zorra, localizados en los límites de las delegaciones de La Misión, Ensenada y Primo Tapia, Playas de Rosarito. El censo de 2020 registró una población de 1120 habitantes en la localidad principal con el mismo nombre que la delegación, La Misión.
El pequeño poblado de Puerto Nuevo, Playas de Rosarito, es una de las poblaciones más cercana a La Misión. (El pueblo es tan pequeño, que a menudo se refiere simplemente como Kilómetro 44, que es el marcador de la carretera más cercana).

Limita al norte con el municipio de Playas de Rosarito, al noreste, este y sureste con la delegación de El Porvenir, al sureste y sur con la delegación de El Sauzal de Rodríguez, al sureste con la delegación de San Antonio de Las Minas y al suroeste, oeste y noroeste con el océano Pacífico.
| Noroeste: océano Pacífico | Norte: Municipio de Playas de Rosarito | Nordeste: El Porvenir                                                    |
| Oeste: océano Pacífico    |                                        | Este: El Porvenir                                                        |
| Suroeste: océano Pacífico | Sur: El Sauzal de Rodríguez            | Sureste: El Porvenir / El Sauzal de Rodríguez / San Antonio de Las Minas |

## Clima
| Parámetros climáticos promedio de La Misión | Parámetros climáticos promedio de La Misión | Parámetros climáticos promedio de La Misión | Parámetros climáticos promedio de La Misión | Parámetros climáticos promedio de La Misión | Parámetros climáticos promedio de La Misión | Parámetros climáticos promedio de La Misión | Parámetros climáticos promedio de La Misión | Parámetros climáticos promedio de La Misión | Parámetros climáticos promedio de La Misión | Parámetros climáticos promedio de La Misión | Parámetros climáticos promedio de La Misión | Parámetros climáticos promedio de La Misión | Parámetros climáticos promedio de La Misión |
| Mes                                         | Ene.                                        | Feb.                                        | Mar.                                        | Abr.                                        | May.                                        | Jun.                                        | Jul.                                        | Ago.                                        | Sep.                                        | Oct.                                        | Nov.                                        | Dic.                                        | Anual                                       |
| ------------------------------------------- | ------------------------------------------- | ------------------------------------------- | ------------------------------------------- | ------------------------------------------- | ------------------------------------------- | ------------------------------------------- | ------------------------------------------- | ------------------------------------------- | ------------------------------------------- | ------------------------------------------- | ------------------------------------------- | ------------------------------------------- | ------------------------------------------- |
| Temp. máx. media (°C)                       | 21.1                                        | 20.5                                        | 20.8                                        | 21.8                                        | 23                                          | 24.2                                        | 26.4                                        | 27.1                                        | 26.9                                        | 25.3                                        | 23.3                                        | 20.4                                        | 23.4                                        |
| Temp. mín. media (°C)                       | 6.1                                         | 6.7                                         | 8.1                                         | 9.4                                         | 12.8                                        | 14.6                                        | 17                                          | 16.8                                        | 15.3                                        | 11.9                                        | 8.1                                         | 5.3                                         | 11                                          |
| Precipitación total (mm)                    | 35.6                                        | 81.3                                        | 27.9                                        | 15.2                                        | 5.1                                         | 0                                           | 0                                           | 0                                           | 2.5                                         | 20.3                                        | 15.2                                        | 50.8                                        | 254                                         |
| Fuente: Weatherbase                         |                                             |                                             |                                             |                                             |                                             |                                             |                                             |                                             |                                             |                                             |                                             |                                             |                                             |